# Hill (Unternehmerfamilie)

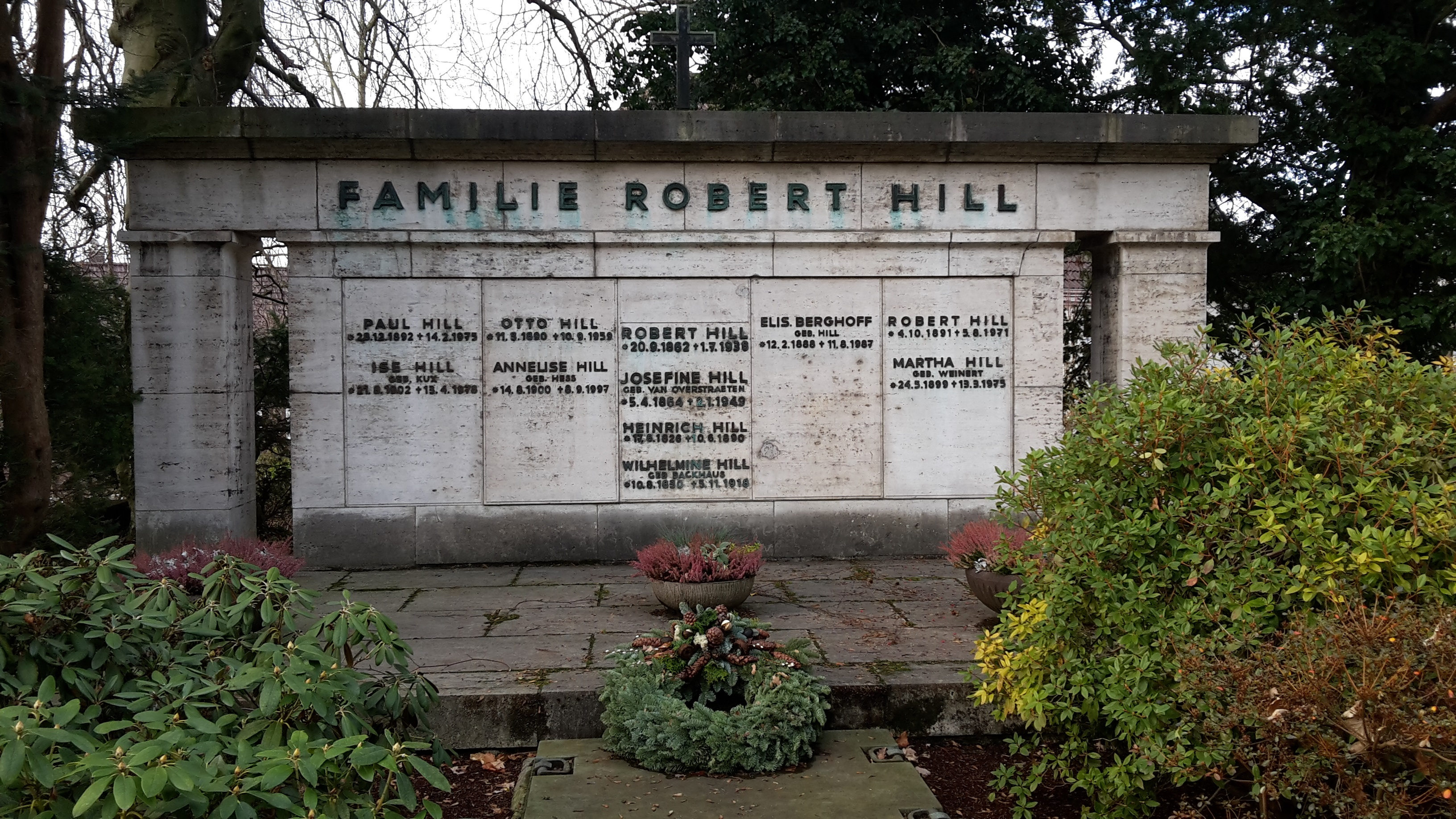
Familiengrab

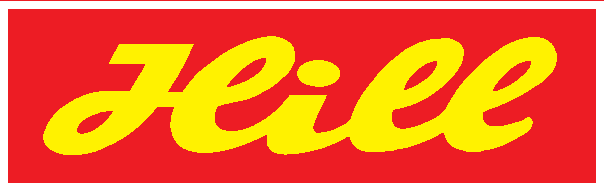
Logo

Die Familie Hill war eine Unternehmerfamilie in Hattingen an der Ruhr. Sie war mit der Heinrich Hill AG im Lebensmitteleinzelhandel und -großhandel tätig.

## Geschichte
Heinrich Hill (1826–1890) eröffnete am 30. November 1855 in Bredenscheid sein erstes Lebensmittelgeschäft, der genaue Ort ist heute unbekannt. Sein Sohn Robert Hill (1862–1938) baute das Filialnetz aus und verlegte den Unternehmenssitz an die Eickener Straße. Er unterstützte den Bau des ab 1900 errichteten Schulenbergturms mit 1.000 Mark. Seine Söhne Paul Hill (1892–1975) und Otto Hill (1890–1959) führten das Unternehmen fort.
Das Unternehmen profitierte auch von der Arisierung: Das Grundstück des Bettenfachgeschäfts Goldberg, Gehrenberg 12 in Herford, wurde am 23. März 1939 an die Heinrich Hill AG in Hattingen verkauft.
1968 gab es etwa 100 Verkaufsstellen; das Unternehmen erwirtschaftete etwa 160 Millionen DM Umsatz.
Im Oktober 1969 meldete sich die Fußballmannschaft BSG Hill Hattingen des Unternehmens beim Betriebssport Verband BKV-Ruhrtal zum Spielbetrieb an. Aus ihr entstand später der Sportvervein SG Hill Hattingen 1991.
In den frühen 1970er Jahren wurde das Lager an der Eickener Straße vergrößert. Hierfür musste der Sportplatz des TuS Hattingen weichen. Klaus Hill übernahm 1972 das Unternehmen. Er verkaufte es 1981 an die Deutsche Supermarkt AG. Es wurde später auf „HL“ (das Logo der Leibbrand Gruppe) umgeflaggt, später kam es zu Rewe. Die Hillsche Villa am Holschentor wurde 1980 von der Stadt Hattingen erworben und abgerissen, auf dem Grundstück wurde 1982 der Hillsche Garten eröffnet.
Das Zentrallager von Rewe wurde im Herbst 2010 aufgegeben. Das 57.400 Quadratmeter große Gewerbegelände wurde an die VR Leasing AG aus Eschborn verkauft.
Die Familie Hill hat ihre Grabstätte auf dem Evangelischen Friedhof Hattingen, die Parzelle liegt nahe dem Eingang an der Friedrichsstraße.